# Rafael Bogaerts
Rafael Bogaerts (né le 16 août 1993) est un joueur belge de basket-ball. Il participe aux Jeux olympiques d'été de 2020.